# Miss Costa Rica 2013
Para el año 2013 correspondió la edición 58° del Miss Costa Rica, la cual busca elegir a la mujer más bella de la nación costarricense. Donde Nazareth Cascante (Miss Costa Rica 2012) al final de la noche coronó a Fabiana Granados Herrera como su sucesora. Éste certamen eligió a la representante de Costa Rica en el certamen de belleza más importante del mundo Miss Universo 2013.
Este año el lema del certamen es “una mujer completa”..

## Ganadoras
| Resultado            | Candidata                       |
| -------------------- | ------------------------------- |
| Miss Costa Rica 2013 | - Guanacaste - Fabiana Granados |
| 1° Finalista         | - Alajuela - Meribeth Durán     |
| 2° Finalista         | - Alajuela - Alba Rodríguez     |

## Premios Especial "RETOS"
| Premio                         | Candidata Ganadora             |
| ------------------------------ | ------------------------------ |
| Pon a prueba tus sentidos AVON | Amy Zúñiga                     |
| Mejor Auto Peinado SEDAL       | Amy Zúñiga y Monique Rodríguez |
| Reírse es Saludable LISTERINE  | Laura Bolaños                  |
| Mejor Estilo SABA              | Monique Rodríguez              |
| Mejor Figura                   | Fabiana Granados               |
| Mejores Piernas VEET           | Fabiana Granados               |
| Chica SEDAL 2013               | Zelene Gutiérrez               |

## Candidatas oficiales
Las 10 bellas candidatas fueron elegidas en el mes de abril bajo el proceso de cástines donde asistieron más de 80 chicas que buscaban el cupo en el top 10, este año no hubo Top 20 por cuestión de tiempo en Miss Costa Rica 2013.
| Candidata         | Edad | Medidas  | Estatura (m) | Ciudad Natal  | Provincia    |
| ----------------- | ---- | -------- | ------------ | ------------- | ------------ |
| Laura Bolaños     | 26   | 90-63-93 | 1.71         | Heredia       | * Heredia    |
| Ana Cecilia Marín | 25   | 90-61-90 | 1.68         | Curridabat    | * San José   |
| Paola Garro       | 23   | 83-60-90 | 1.70         | Moravia       | * San José   |
| Zelene Gutiérrez  | 25   | 86-60-94 | 1.71         | Alajuela      | * Alajuela   |
| Meribeth Durán    | 24   | 90-62-90 | 1.70         | San Ramón     | * Alajuela   |
| Claudia Gallo     | 25   | 86-60-90 | 1.75         | Montes de Oca | * San José   |
| Fabiana Granados  | 23   | 90-60-90 | 1.73         | Hojancha      | * Guanacaste |
| Alba Rodríguez    | 24   | 90-62-92 | 1.75         | Alajuela      | * Alajuela   |
| Amy Zúñiga        | 23   | 90-62-90 | 1.71         | Moravia       | * San José   |
| Monique Rodríguez | 24   | 90-63-95 | 1.71         | Aserrí        | * San José   |

## Certamen
El certamen se llevó a cabo el día viernes 12 de julio a las 8 p. m. de la hora local. Contó con un jurado muy especial y muy crítico a la hora de tomar decisiones; ellos son: Gabriela Aguilar quien fue Miss Costa Rica Universe 1997, logrando el puesto número 12 del certamen Miss Universo 1997 celebrado en Miami Beach, Florida; Robert Lee quien es editor de la Revista Viva del periódico La Nación y el empresario Allan Gerli Director Comercial de Tecnología en calzado de marcas como Nike se unieron a Gabriela como parte del jurado encargado de elegir a la nueva soberana de la Belleza Costarricense.

### Resultados Finales
| Representación | Candidata         | Traje de Baño | Entrevista | Traje de Noche | Resultado Final           |
| Hojancha       | Fabiana Granados  | 9,67          | 9,42       | 9,63           | 28,72 (Ganadora)          |
| San Ramón      | Merybeth Durán    | 9,43          | 9,49       | 9,67           | 28,59 (Primera Finalista) |
| Alajuela       | Alba Rodríguez    | 9,57          | 9,20       | 9,35           | 28,12 (Segunda Finalista) |
| Aserrí         | Monique Rodríguez | 9,20          | 9,10       | 9,33           | 27,63 (4.ª Posición)      |
| Moravia        | Amy Zúñiga        | 9,07          | 9,08       | 9,37           | 27,52 (5.ª Posición)      |
| Curridabat     | Ana Marín         | 9,13          | 9,08       | 9,22           | 27,42 (6.ª Posición)      |
| Montes de Oca  | Claudia Gallo     | 9,40          | 8,80       | 9,08           | 27,28 (7.ª Posición)      |
| Heredia        | Laura Bolaños     | 8,93          | 9,00       | 9,07           | 27,00 (8.ª Posición)      |
| Alajuela       | Zelene Gutiérrez  | 8,83          | 8,68       | 9,10           | 26,61 (9.ª Posición)      |
| Moravia        | Paola Garro       | 8,87          | 8,58       | 8,93           | 26,39 (10.ª Posición)     |

### Curiosidades en Miss Universo 2013
Fabiana Granados fue la delegada que representó a Costa Rica.
- Es la cuarta ocasión que Costa Rica clasifica al top de Miss Universo.
- Es la primera ocasión que una guanacasteca logra entrar a algún top de Miss Universo.
- Es la primera ocasión que Costa Rica logra clasificar con frecuencia en Miss Universo ya que la primera vez fue en 1954 luego fue en el 2004 posteriormente en el 2011 y por último en el 2013.

## Coronas Ganadas
| Representación      | Coronas Ganadas |
| ------------------- | --------------- |
| Señorita San José   | 28 Coronas      |
| Señorita Heredia    | 8 Coronas       |
| Señorita Alajuela   | 7 Coronas       |
| Señorita Guanacaste | 6 Coronas       |
| Señorita Cartago    | 5 Coronas       |
| Señorita Limón      | 3 Coronas       |
| Señorita Puntarenas | 2 Coronas       |